# امپراتور زرد

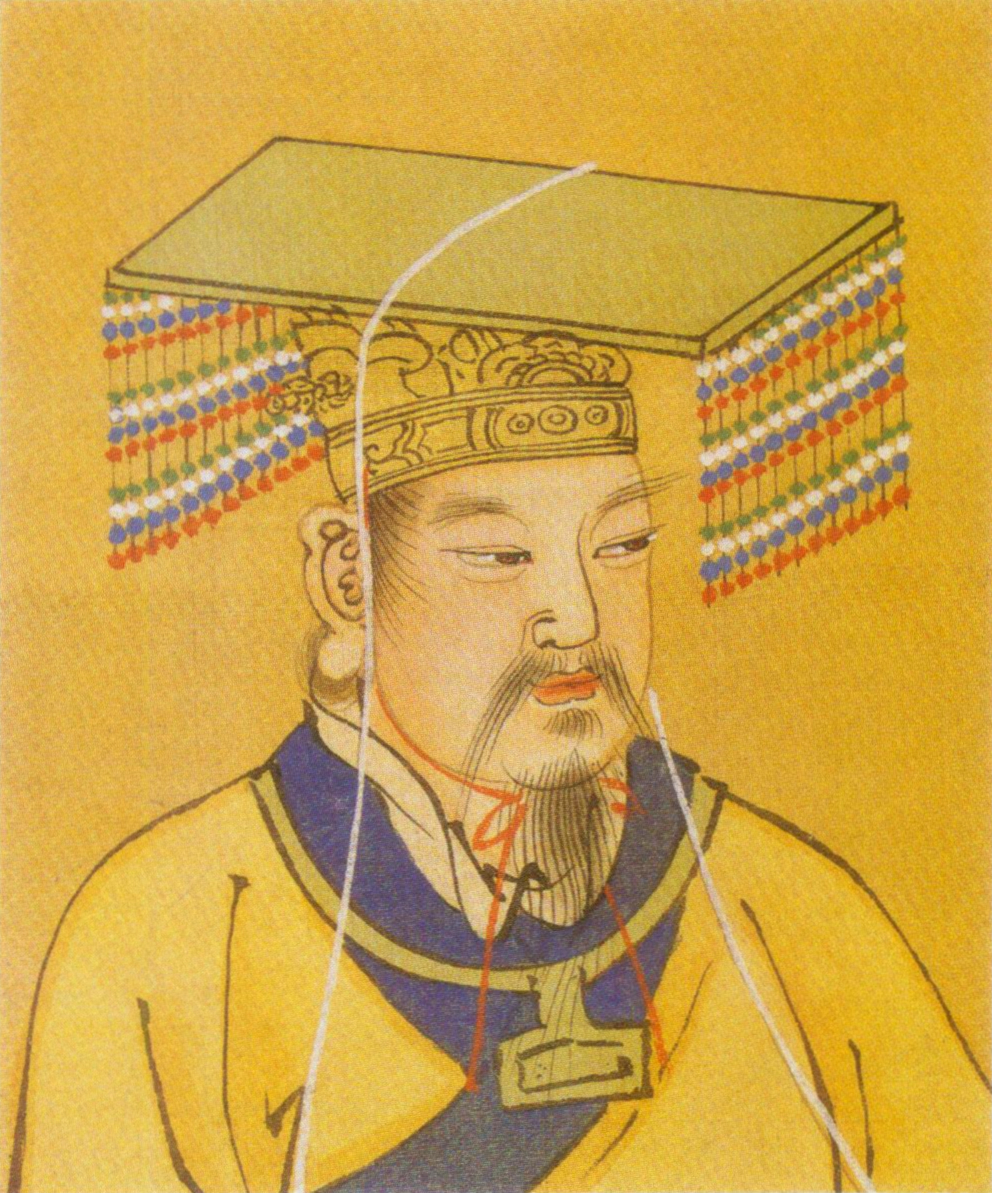
امپراتور زرد

امپراتور زرد یا هوانگ تی فرمانروای اسطوره‌ای و قهرمان ملی چین است که نیای همه چینیان هان به‌شمار می‌رود. او یکی از پنج امپراتور افسانه ایست، نام او در کتاب شیجی نوشته سیما چیان، تاریخنگار و نویسنده هان، آمده است. (۱۴۵–۹۰ ق. م) در کتاب شیجی، همچنین آمده است که امپراتور زرد از سال ۲۴۹۷ تا ۲۳۹۸ پیش از میلاد فرمان می‌رانده است. نام اصلی او گونگسون شوان یوآن(چینی:公孙轩辕) بوده است.
فرقه هوانگدی در اواخر دولت‌های متخاصم و اوایل سلسله هان برجسته شد، زمانی که او به عنوان مبتکر دولت متمرکز، به عنوان یک حاکم کیهانی، و به عنوان حامی هنرهای باطنی به تصویر کشیده شد. تعداد زیادی از متون - مانند Huangdi Neijing، کلاسیک پزشکی، و Huangdi Sijing، گروهی از رساله‌های سیاسی - به او نسبت داده شد. در اوایل قرن بیستم، هوانگتی با کاهش نفوذ در بیشتر دوره امپراتوری، تبدیل به یک چهره متشکل برای تلاش‌های چینی هان برای سرنگونی حکومت سلسله چینگ شد، زیرا آنها آن را خارجی می‌دانستند زیرا امپراتوران آن قوم منچو بودند. امروزه امپراتور زرد نمادی قدرتمند در ناسیونالیسم چینی است. به‌طور سنتی با اختراعات و نوآوری‌های متعدد - از تقویم قمری (تقویم چینی) تا شکل اولیه فوتبال - امپراتور زرد در حال حاضر به عنوان آغازگر فرهنگ هان (فرهنگ چینی بعدی) در نظر گرفته می‌شود.